# Amanda Bynes
Amanda Laura Bynes (Thousand Oaks, 3 de abril de 1986), é uma ex-atriz norte-americana. Ganhou fama na infância ao estrelar o programa The Amanda Show (1999–2002) na Nickelodeon. Durante sua adolescência, ela interpretou Holly Tyler na sitcom What I Like About You (2002–2006) e atuou em vários filmes de sucesso, como What a Girl Wants (2003), She's the Man (2006), Hairspray (2007) e Easy A (2010). Por seus trabalhos ela recebeu um Critics' Choice Award e seis Kids' Choice Awards. Em 2010, ela se aposentou da atuação.

## Biografia

### Primeiros anos
Bynes nasceu em 3 de abril de 1986, em Thousand Oaks, Califórnia, é filha de Lynne, uma assistente de dentista e gerente de escritório e Rick Bynes, um dentista. Ela tem dois irmãos mais velhos, Tommy e Jillian. Seus avós maternos são de Toronto, Ontário. Seu pai é católico, e sua mãe judia.

### Vida profissional

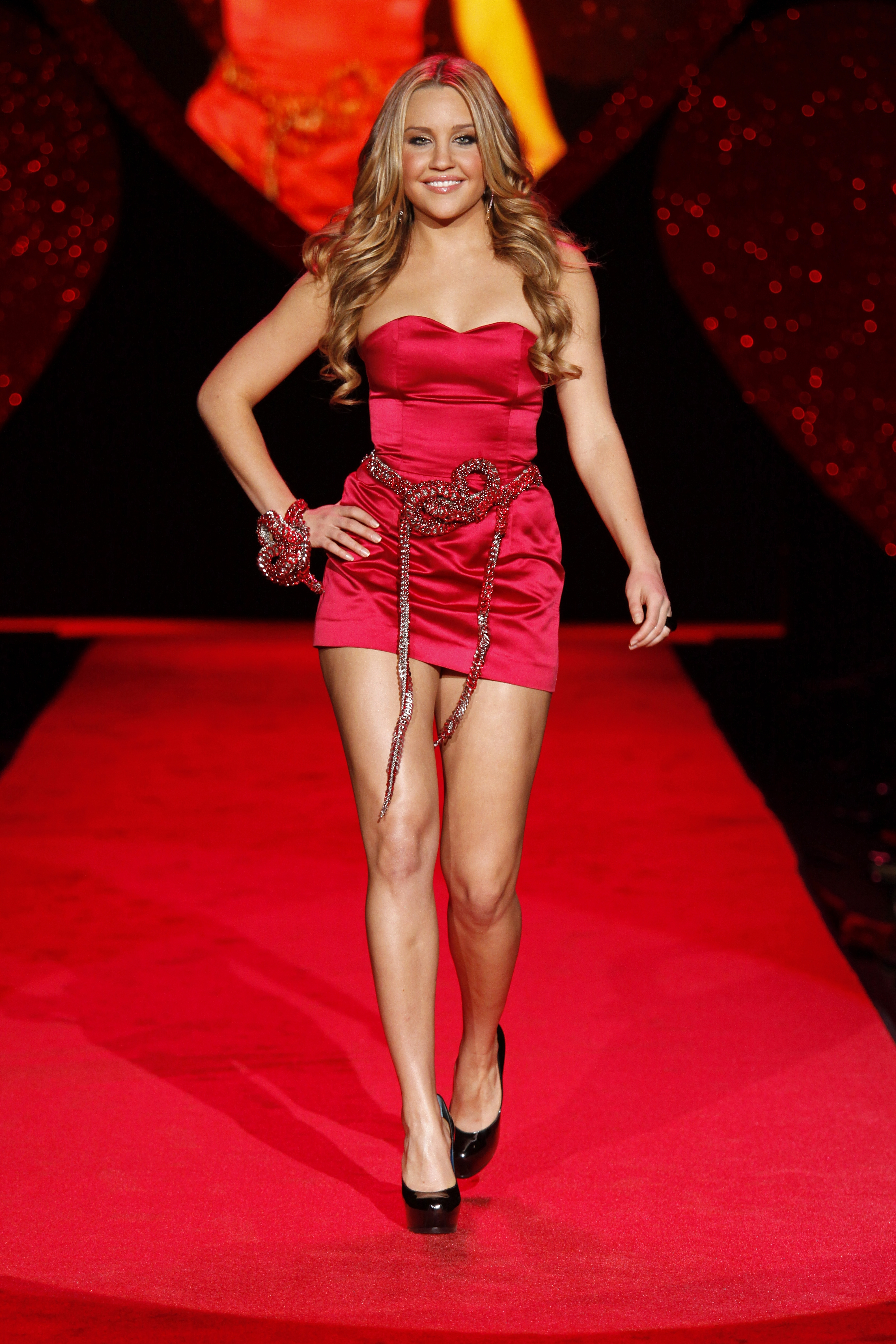
Amanda Bynes no evento Hearth Truth em 2009.

Bynes começou a atuar profissionalmente aos sete anos, aparecendo em comerciais de televisão. Durante sua infância, ela atuou em versões teatrais de Annie, The Secret Garden e The Sound of Music. Aos 8 anos, ela começou a fazer comédia stand-up no Laugh Factory, um famoso clube de comédia de Los Angeles. Um produtor da Nickelodeon assistiu uma de suas apresentações no clube, o que levou a rede a escalá-la para a série de comédia de esquetes All That, onde ela desempenhou vários papéis da terceira à sexta temporada. Bynes foi ganhando destaque no programa e passou a ser a integrante mais popular do elenco, ganhando um Kids' Choice Award em 2000. 
Aos 13 anos, ela recebeu a oportunidade de ter seu próprio programa na Nickelodeon, o The Amanda Show, que se tornou um dos programas de maior audiência do canal e lhe rendeu o reconhecimento da critica. Em 2002, Bynes fez sua estreia nos cinemas com a comédia O Grande Mentiroso, que foi um sucesso comercial. No mesmo ano, chega ao fim o The Amanda Show,, e ela consegue um papel principal na sitcom What I Like About You, que foi exibida pelo canal The WB de 2002 a 2006, co-estrelando com Jennie Garth. A série recebeu críticas positivas e Bynes recebeu uma série de indicações ao Teen Choice Awards e ao Young Artist Awards.

Em 2003, Amanda estrelou o filme What a Girl Wants, que a catapultou definitivamente para o estrelato no cinema. O longa foi um sucesso de bilheteria e rendeu a Bynes mais um Kids Choice Awards. Em 2005, ela dublou a personagem Piper Pinwheeler no filme de animação Robots. e estrelou a comédia Lovewrecked. No mesmo ano, ela apareceu na lista da revista Forbes de "Estrelas abaixo de 21 anos mais bem pagas de Hollywood", com ganhos de aproximadamente US$ 3 milhões por ano.

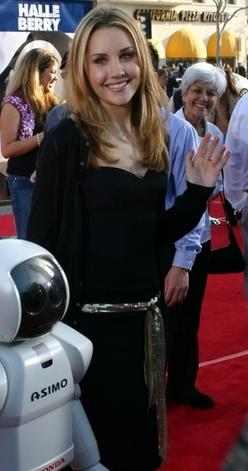
Amanda Bynes em maio de 2005.

Em 2006, ela estrelou seu filme mais conhecido até então: She's the Man. Na comédia, adaptação de uma das tramas de Shakespeare, ela interpreta Viola Hastings, uma garota que finge ser seu irmão gêmeo para jogar no time de futebol masculino em um internato de elite depois que o time de futebol feminino de sua escola é cortado e ela acaba apaixonando-se pelo seu colega de quarto, Duke (Channing Tatum). O filme foi um sucesso comercial e a performance de Bynes foi elogiada pela critica.
Em 2007, Bynes estrelou como Penny Pingleton no filme de comédia musical Hairspray, uma adaptação do musical da Broadway. O filme foi um sucesso comercial, ela e o resto do elenco foram aclamados por suas performances, e ela ganhou um Critics' Choice Award de Melhor Elenco e recebeu uma indicação ao Screen Actors Guild Award. Ela também participou da trilha sonora do filme, que recebeu uma indicação ao Grammy. No mesmo ano, ela estrelou a comédia Ela e os Caras, uma adaptação moderna do conto Branca de Neve e Os Sete Anões. Ainda em 2007, Amanda foi considerada uma das "Mulheres Mais Poderosas Abaixo de 25 anos" pela Forbes; Ela também assinou um contrato de cinco anos com a loja de roupas Steve & Barry's, para o lançamento de sua própria coleção de roupas e acessórios, chamada "Dear". Em 2008, a Steve & Barry's entrou em falência e o contrato foi cancelado.
Em 2008, ela atuou no telefilme do canal Lifetime Living Proof. Em 2009, ela chegou a gravar algumas cenas do filme Post Grad, mas desistiu e foi substituída pela atriz Alexis Bledel. Em 2010, atuou na comédia adolescente Easy A, ao lado da atriz Emma Stone; No longa ela interpreta Marianne Bryant, a presidente de um clube de estudo bíblico do ensino médio que se torna a inimiga pessoal da personagem de Stone. O filme foi um sucesso de crítica e comercial, com Stone e Bynes recebendo elogios da crítica por suas performances. Ainda em 2010, Bynes chegou a gravar cenas da comédia Hall Pass, porém desistiu e suas cenas foram regravadas pela atriz Alexandra Daddario.
Em 19 de junho de 2010, através de seu perfil no Twitter, Amanda anunciou sua aposentadoria da atuação. Em 2018, Bynes considerou voltar a atuar, mas nada aconteceu. Em março de 2023, ela iria se reunir com o elenco de All That na '90s Con, mas ela não compareceu devido a uma doença. Em dezembro de 2023, Bynes estreou como co-apresentadora do podcast, Amanda Bynes & Paul Sieminski: The Podcast, mas ela saiu após um episódio para "obter [sua] licença de manicure e ter um emprego consistente".

## Vida pessoal
Em dezembro de 2013, Bynes se matriculou no Fashion Institute of Design & Merchandising (FIDM) em Irvine, Califórnia. Em 2019, Bynes se formou no FIDM.

### Problemas de saúde mental e abuso de substâncias
Em abril de 2012, Amanda foi presa em West Hollywood, após bater em um carro da polícia por estar alcoolizada. A atriz faltou ao seu julgamento realizado em 24 de setembro de 2013; O advogado de Amanda, Rich Hulton, alegou que ela era mentalmente incapaz. Ela aceitou um acordo judicial de três anos de liberdade condicional.
Em 4 de abril de 2013, Bynes disse em seu Twitter que sofre de um transtorno alimentar. Em 23 de maio de 2013, um policial de Nova Iorque acusou Bynes de posse ilegal de maconha. Ele alegou que Amanda lançou um "bong" (utensílio usado para fumar maconha) pela janela de seu apartamento, em Manhattan, ao ser detida. No entanto, ela escreveu em seu Twitter que abriu as janelas apenas para tomar ar e ainda acusou o policial de assédio sexual. Em julho de 2013, uma idosa flagrou Amanda queimando roupas na calçada de uma garagem no sul da Califórnia. Ao chegar ao local, a polícia encontrou a atriz ao lado de uma pequena fogueira e de um tambor de gasolina. O fato fez com que Amanda fosse internada para uma avaliação psiquiátrica. Ela foi enquadrada na lei estadual 5150, do estado da Califórnia, que determina a internação involuntária de pessoas que representem perigo para si ou para os outros.
Amanda foi diagnosticada com transtorno esquizoafetivo em setembro de 2013. Seus pais entraram com um pedido de tutela logo após o seu diagnóstico. Em outubro de 2014, Bynes acusou seu pai de abuso emocional e sexual em seu twitter. Um tempo depois, ela publicou que seu pai nunca havia abusado dela, acrescentando: "O microchip no meu cérebro me fez dizer essas coisas". Dias depois, a mãe de Bynes recebeu a tutela dela. Logo depois, Bynes anunciou que havia sido diagnosticada com transtorno bipolar.
Em uma entrevista em 2018, Bynes afirmou que estava sóbria há quatro anos com a ajuda de seus pais; Ela revelou que usou cocaína e MDMA, mas a droga que ela "mais abusou" foi o medicamento prescrito para TDAH, Adderall.
Em fevereiro de 2022, Bynes entrou com um pedido para encerrar sua tutela, que foi oficialmente encerrada em 22 de março de 2022, após 9 anos.
Em 20 de março de 2023, Amanda foi internada em uma clínica psiquiátrica por 72 horas, após ser encontrada andando nua pelas ruas de Los Angeles. Em 17 de junho de 2023, após ligar para a emergência indicando que tinha pensamentos de automutilação, ela foi novamente internada.

## Filmografia
| Ano  | Título                                      | Papel                         | Notas                  |
| ---- | ------------------------------------------- | ----------------------------- | ---------------------- |
| 2002 | Big Fat Liar                                | Kaylee                        |                        |
| 2003 | Charlotte's Web 2: Wilbur's Great Adventure | Nellie (voz)                  | Diretamente em vídeo   |
| 2003 | What a Girl Wants                           | Daphne Reynolds               |                        |
| 2005 | Robots                                      | Piper Pinwheeler (voz)        |                        |
| 2005 | Love Wrecked                                | Jenny Taylor                  |                        |
| 2006 | She's the Man                               | Viola Hastings/Fake Sebastian |                        |
| 2007 | Hairspray                                   | Penny Pingleton               |                        |
| 2007 | Sydney White                                | Sydney White                  |                        |
| 2008 | Living Proof                                | Jamie                         | Filme para a televisão |
| 2010 | Easy A                                      | Marianne Bryant               |                        |

### Televisão
| Ano  | Título                | Papel                                          | Notas                                         |
| ---- | --------------------- | ---------------------------------------------- | --------------------------------------------- |
| 1996 | All That              | Vários                                         | 29 episódios (1996–2002)                      |
| 1997 | Figure It Out         | Panelista                                      | 52 episódios (1997–1999)                      |
| 1998 | Blue's Clues          | Ela mesma                                      | Episódio: "Blue's Birthday"                   |
| 1999 | Arli$$                | Crystal Dupree                                 | Episódio: "Our Past, Our Present, Our Future" |
| 1999 | The Amanda Show       | Ela mesma / Penelope Tayn / outros personagens | 42 episódios (1999–2002)                      |
| 2001 | The Nightmare Room    | Danielle Warner                                | Episódio: "Don't Forget Me"                   |
| 2001 | The Drew Carey Show   | Vários                                         | 2 episódios                                   |
| 2001 | Rugrats               | Taffy (voz)                                    | 6 episódios (2001–2002)                       |
| 2002 | What I Like About You | Holly Ann Tyler / Mary Ann Summers / Cher      | 86 episódios (2002–2006)                      |
| 2008 | Family Guy            | Anna (voz)                                     | Episódio: "Long John Peter"                   |
| 2009 | Canned                | Sarabeth                                       | Piloto                                        |

## Teatro
| Título             | Personagem      | Notas                 |
| ------------------ | --------------- | --------------------- |
| The Sound of Music | Halley Woulard  | Teatro não conhecido. |
| Sleeping Beauty    | Princess Aurora | Teatro Escolar.       |